# RG–42

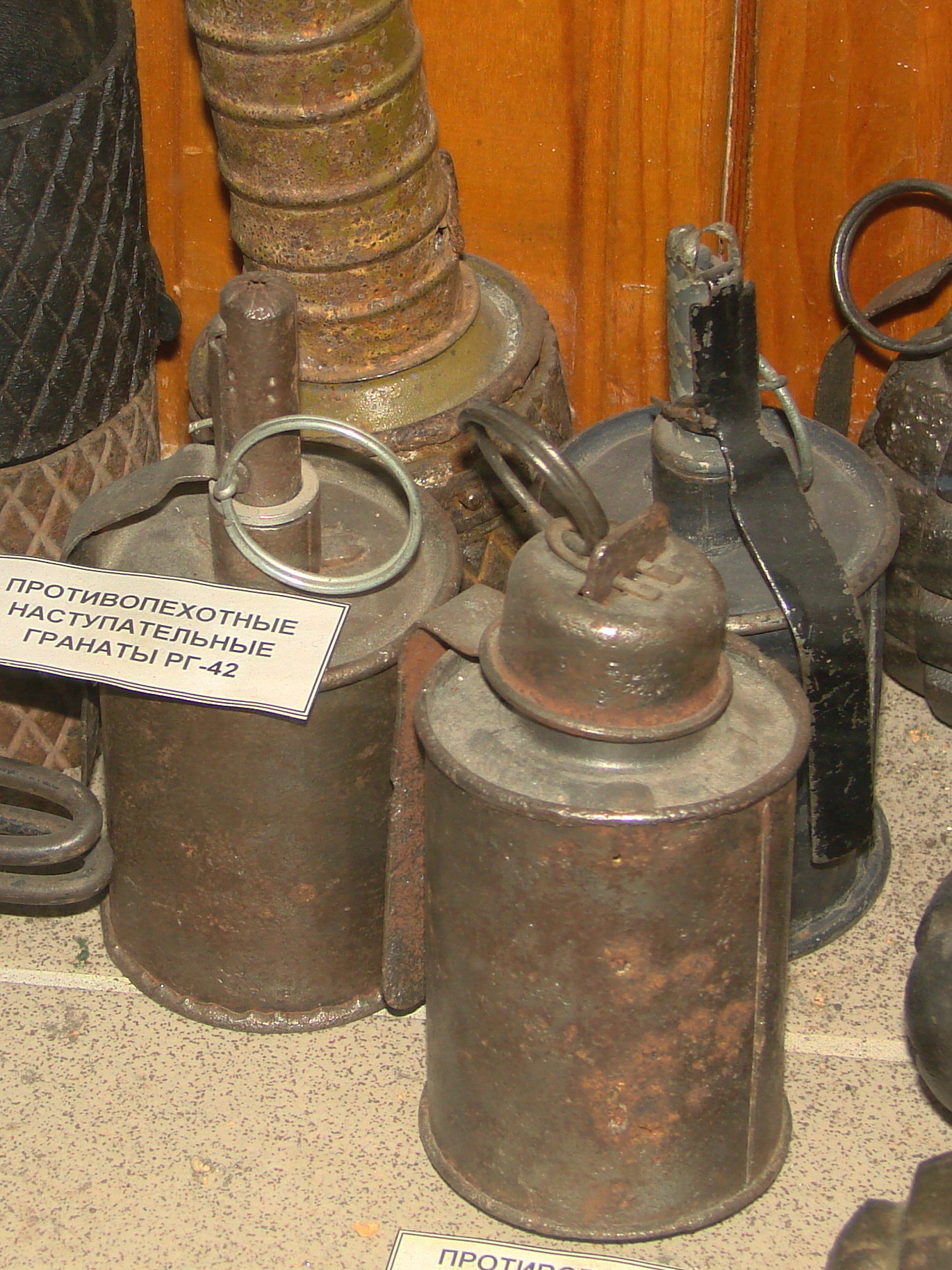
Különböző kivitelű RG–42 kézigránátok

Az RG–42 (oroszul: РГ–42 – ручная граната, magyar átírásban: rucsnaja granata, magyarul: kézigránát) szovjet repeszhatású támadó kézigránát, melyet a második világháború idején rendszeresítettek a Vörös Hadseregnél. Elsősorban az élőerő kis hatótávolságon történő leküzdésére szolgáló eszköz.

## Története
A gránátot Sz. G. Korsunov tervezte a moszkvai, Vorosilov nevét viselő 58. sz. gyár mellett működő GSZKB–30 tervezőirodában. 1942-ben rendszeresítették a Vörös Hadseregben az RG–41 és RGD–33-as kézigránátok leváltására. A tervezésnél az egyszerű szerkezet és a könnyű, olcsó gyárthatóság volt a fő szempont. A gránát lényegében az alacsony megbízhatóságú, körülményesen használható és bonyolult gyújtószerkezettel ellátott GR–41 gránát továbbfejlesztése. A legfőbb változtatás az UZRG univerzális gyújtó alkalmazása volt.
A második világháború alatt nem csak fegyvergyárakban, hanem lemezmegmunkálásra és ponthegesztésre alkalmas szerszámgépekkel rendelkező civil üzemekben (főként pl. konzervgyárakban) is folyt az előállítása. A második világháború után a Szovjetunióval szövetséges országok hadseregeinél is megjelent. Lengyelországban, Kínában és Romániában licenc alapján gyártották is.
A második világháború után a számos katonai konfliktusban alkalmazták tömegesen.
A Szovjet Hadseregben az 1960-as, 1970-es években a legelterjedtebb kézigránát volt. A 2000-es években Oroszországban és Ukrajnában a Szovjet Hadsereg tartalékaiból származó kézigránátok katonai raktárakban még nagy mennyiségben megtalálhatók voltak.

## Jellemzői

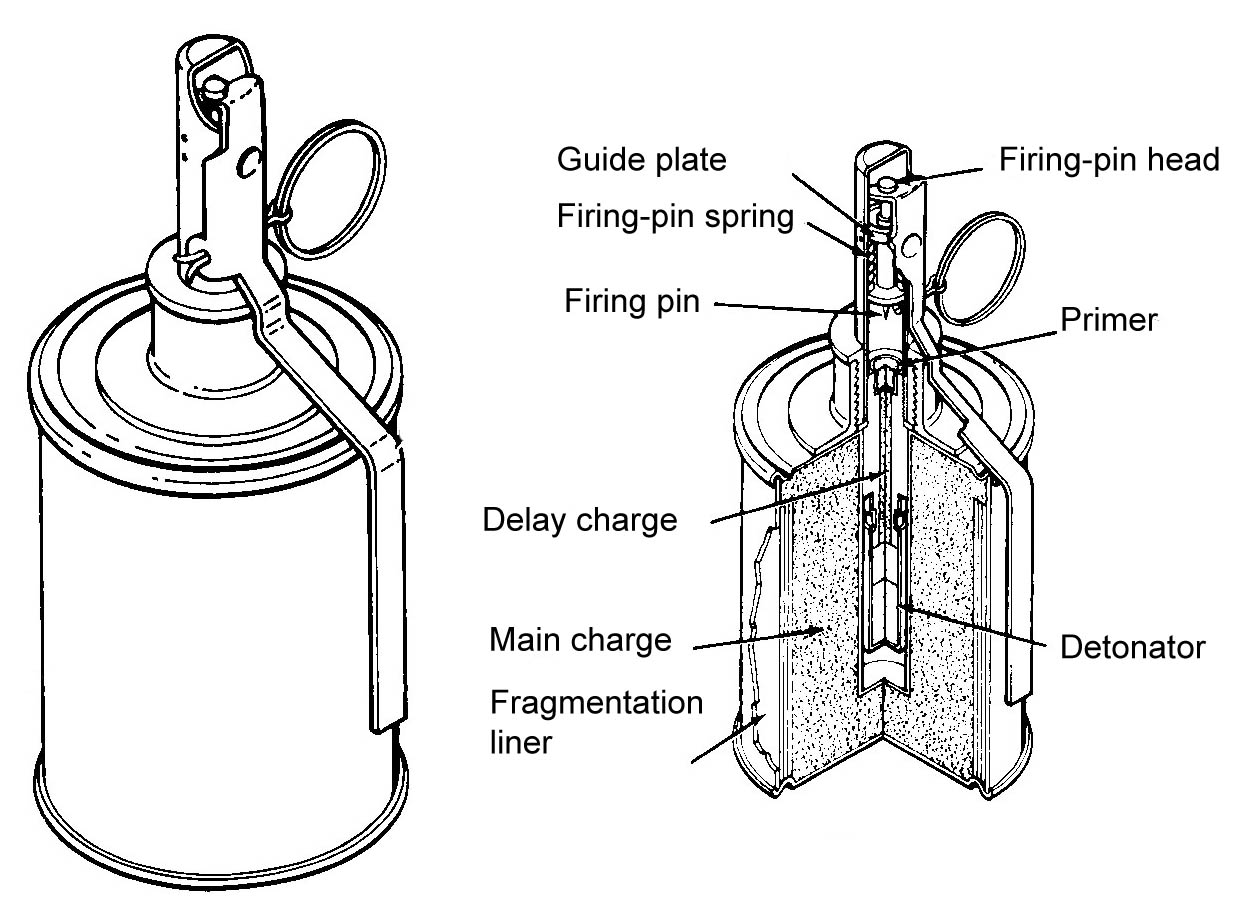
Az RG–42 kézigránát jellegrajza és szerkezeti rajza

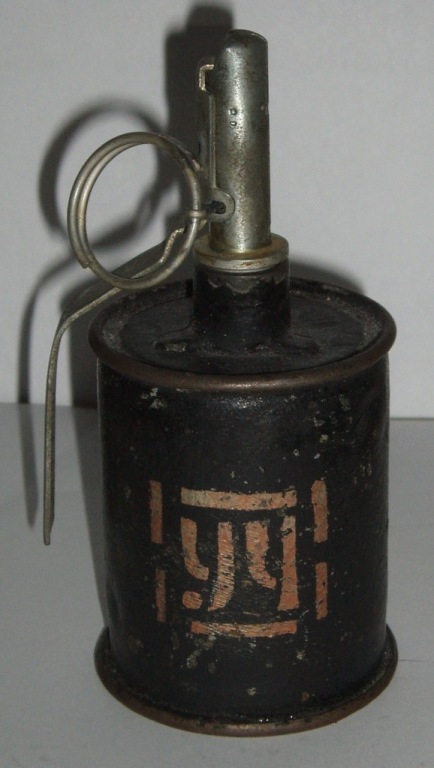
Az RG–42 kézigránát gyakorló változata

A kézigránát jellemzője a rendkívül egyszerű konstrukció és gyártástechnológia. A gránát teste egy vékonyfalú – lényegében egy konzervdoboz szerű – hengeres test, melynek egyes elemeit (hengerpalást, tető, fenéklemez) ponthegesztéssel rögzítették egymáshoz. Ebbe helyezték a 110 g tömegű trotil robbanóanyagot. A gránát felső fedőlemezén menetes nyakrészt alakítottak ki a gyújtó rögzítésére. A trotil töltet középen egy csatorna volt a gyújtó számára.
A kézigránáthoz először a más kézigránátoknál is széleskörűen használt, Je. M. Vicenyi tervezte UZRG típusú gyújtót, majd a második világháború után annak módosított változatait, az UZRGM és UZRGM–2 késleltető gyújtókat használták. A gyújtó két fő részből áll: a csappantyús-ütőszeges mechanizmubóls és a detonátorból, utóbbi a 3,2–4,2 másodperces késleltetést biztosító lőportöltettel.
A 420 g össztömegű gránátot – a használó személy kondíciójától függően – 35–40 m-re lehetett dobni. A repeszek 25 m-es körben szóródtak, 10 m-es körön belül volt igazán hatásos.
A pusztító hatás növelésére a gránát fémházába (a trotil töltet és az oldalfal közé), annak hengeres palástja mentén repeszképző elemként 3–4-szer körbetekert, rovátkolt vékony fémlemezt helyeztek.
A gránátok tárolása és szállítása fadobozban történt. A gyújtó nélküli gránátokat húszasával csomagolták a dobozokba. A gránátok gyújtóját a gránátoktól külön, hermetikusan lezárt fémdobozokban (dobozonként 10–10 gyújtóval) helyezték a dobozokba, és csak a felhasználás előtt csavarták azt bele a kézigránátba. A gyújtó nyílását a gránát testén egy menetes kupakkal zárták. A 20 darabos tároló doboz teljes tömege 16 kg.
A gránátokat a zöld többféle árnyalatára festették (sötétzöldtől a khakiig) az üzemeknél rendelkezésre álló festéktől függően. A gyakorló és oktató gránátok fekete festést kaptak, emellett a ház fenéklemezén egy kivágás is volt. Az éles gyújtók nem rendelkeztek festéssel, natúr fémszínűek voltak. A gyakorló gránátok gyújtóján a biztosítószeg kihúzó karikáját és a biztosítókar alsó részét vörösre festették.

## Használata
Használat előtt a gránátba be kellett csavarni a gyújtót. A gránátot a biztosítókart is szorítva egy kézben tartva lehetett kibiztosítani a biztosítószeg kihúzásával. Eldobás után a biztosítókar lerepült, kioldotta az előfeszített ütőszeget, amely a gyutacsba csapódva meggyújtotta a késleltető lőportöltetet. A lőportöltet a végigégés után meggyújtotta a detonátort. 